# 野々村忠兵衛
野々村 忠兵衛（ののむら ちゅうべえ、生没年不詳）とは、江戸時代の京都の絵師。

## 来歴
師系・経歴とも明らかではないが、野々村信武と同じく野々村と「通正」の号を称していることから、信武の後継者だったとみられる。作は享保から寛保の頃にかけて五種の版本の絵を残し、それらの意匠はいずれも「光琳風」すなわち尾形光琳の画風に倣ったものとなっている。信武と同一人とみなされたこともあったが、信武の生年が元和5年（1619年）であることから、別人であるとの指摘がされている。

## 作品
- 『雛形染色の山』三冊　雛形本　※享保17年（1732年）刊行
- 『光琳絵本通知辺』三冊　絵手本　※享保20年刊行
- 『雛形音羽の瀧』三冊　雛形本　※元文2年（1737年）刊行
- 『雛形軒の玉水』三冊　雛形本　※元文4年刊行
- 『雛形立田川』三冊　雛形本　※寛保2年（1742年）刊行